# 116166 Andrémaeder
116166 Andrémaeder è un asteroide della fascia principale. Scoperto nel 2003, presenta un'orbita caratterizzata da un semiasse maggiore pari a 3,1187002 UA e da un'eccentricità di 0,2299929, inclinata di 5,10061° rispetto all'eclittica.
L'asteroide è dedicato all'astronomo svizzero André Maeder, già direttore dell'Osservatorio di Ginevra.